# Sebastian Fredrich

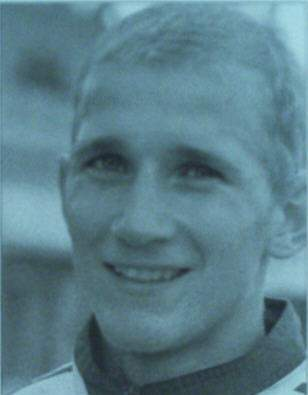
Sebastian Fredrich

Sebastian Fredrich (* 3. Januar 1980 in Rostock; † 19. Dezember 2001 in Greifswald) war ein deutscher Mittel- und Langstreckenläufer. Bekanntheit erlangte er nicht nur durch seine sportlichen Erfolge, sondern ebenfalls durch sein Engagement für krebskranke Kinder.
Er galt in den 1990er Jahren als hoffnungsvolles Talent der deutschen Leichtathletik; er war der Bruder des Journalisten und Verlegers Benjamin Fredrich.

## Laufbahn

Sebastian Fredrich in Schwerin

An der Hand seiner Mutter nahm Fredrich erstmals im Alter von sechs Jahren in Koserow an einem 5-Kilometer-Volkslauf teil. Viele erfolgreiche Schülerwettkämpfe folgten, bis er im Jahr 1993 an Leukämie erkrankte. Obwohl die Behandlungsmöglichkeiten alles andere als vielversprechend und somit die Chancen auf eine Heilung gering erschienen, verlor er sein Lebensziel, ein erfolgreicher Sportler zu werden, nicht aus den Augen. Die Krankheit konnte schließlich besiegt werden. Schon Ende 1994 begann er wieder mit leichtem Training. Überraschend schnell schaffte er den leistungsmäßigen Anschluss.
1999 gelang es Fredrich, Deutscher Juniorenmeister im 5000-Meter-Lauf zu werden. Weitere erstklassige Platzierungen bei Meisterschaften und Meetings folgten. Er gewann 1999 in der 3-mal-1000-Meter-Staffel Gold gemeinsam mit seinen Vereinskameraden und besten Freunden Stefan Raths und Christian Köhler und wurde 2000 Deutscher Juniorenmeister im Halbmarathon. Mit dem fünften Platz über 10.000 m bei den Leichtathletik-Junioreneuropameisterschaften 1999 in Riga erreichte er den Höhepunkt seiner kurzen Karriere.
Im April 2001 meldete sich die Krankheit schwerer zurück als zuvor. Während eines Trainingslagers auf Usedom verlor er beim Training das Bewusstsein und wurde von einer Schulklasse gefunden und gerettet. Nach einigen Tagen im Krankenhaus diagnostizierten die Ärzte einen Gehirntumor.
Ein letztes Mal nahm er am Lubminer Waldlauf (heute Sebastian-Fredrich-Gedenklauf) teil und gewann. Am 19. Dezember 2001 starb Sebastian Fredrich auf der Intensivstation des Greifswalder Universitätsklinikums.

## Persönliche Bestleistungen
- 3000 m: 8:15,65 min, 7. September 1999, Berlin[2]
- 5000 m: 14:15,26 min, 13. Mai 1999, Köln[2]
- 10.000 m: 30:04,78 min, 5. August 1999, Riga[2]
- 15-km-Straßenlauf: 46:44 min, 25. September 1999, Kassel
- Halbmarathon: 1:07:22 h, 25. März 2000, Freiburg im Breisgau

## Sebastian-Fredrich-Gedenklauf
Sebastian Fredrich zu Ehren veranstaltet die Hochschulsportgemeinschaft der Uni Greifswald seit 2002 jedes Jahr in Lubmin den Sebastian-Fredrich-Gedenklauf. Im Sinne Fredrichs werden bei diesem Volkslauf Spenden für die Brieger-Station in Greifswald gesammelt.
Die Veranstaltung erreicht ca. 300 bis 400 Teilnehmer. Unter ihnen waren prominente Spitzensportler der Leichtathletik wie Dieter Baumann, Marita Koch, Hansjörg Kunze, Franka Dietzsch, Ulrike Maisch, Ralf Bartels, Grit Breuer, Wolfram Müller und Astrid Kumbernuss.
Die Strecke führt über einen 2,5 Kilometer langen Rundkurs auf befestigten und unbefestigten Straßen, Wegen, Waldwegen und der Seepromenade.

### Siegerliste
| Jahr | 10 km Männer      | 10 km Frauen       | 5 km Männer       | 5 km Frauen          |
| ---- | ----------------- | ------------------ | ----------------- | -------------------- |
| 2002 | Ulf Wendler       | Carmen Siewert     | Karl Schumann     | Claudia Witte        |
| 2003 | Ulf Wendler       | Carmen Siewert     | Clemens Micus     | Renata Pliś          |
| 2004 | Ulf Wendler       | Maria Müller       | Johannes Raabe    | Renata Pliś          |
| 2005 | Christian Köhler  | Steffi Voß         | Johannes Raabe    | Friedericke Behrendt |
| 2006 | Oliver Tessenow   | Beate Krecklow     | Martin Schmidt    | Sara Tokarski        |
| 2007 | Benjamin Fredrich | Beate Krecklow     | Tom Gröschel      | Monika Matwiej       |
| 2008 | Benjamin Fredrich | Franziska Renner   | Reno Kolrep       | Katharina Splinter   |
| 2009 | Benjamin Fredrich | Katharina Splinter | Julian Koscielski | Sophie Wolfram       |
| 2010 | Chris Gerdel      | Beate Krecklow     | Philipp Hermann   | Sophie Wolfram       |
| 2011 | Benjamin Fredrich | Carmen Siewert     | Aleksandra Holda  | Ulf Röwer            |
| 2012 | Nikolaj Michalew  | Sandra Eltschkner  | Peer Sönksen      | Lena Meißner         |
| 2013 | Adrian Poppe      | Sandra Eltschkner  | Wolfram Otto      | Leonie Poppe         |
| 2014 | Matthias Weippert | Anna Izabela Böge  | Mathis Friese     | Charlotte Ahrens     |
| 2015 | Tom Gröschel      | Lea Rohrmoser      | Ole Beier         | Jana Millat          |
| 2016 | Michael Raelert   | Anna Brust         | Finn Große Freese | Jana Millat          |